# Captive (film, 2015)
Pour les articles homonymes, voir Captive.
Pour plus de détails, voir Fiche technique et Distribution.
Captive est un thriller américain réalisé par Jerry Jameson, inspiré de faits réels et sorti en 2015.

## Synopsis
À Atlanta, en 2005, Ashley Smith est une jeune mère célibataire en proie à son addiction à la drogue. Un jour, elle est prise en otage et gardée prisonnière dans son appartement par Brian Nichols, un détenu en cavale qui vient d'assassiner le juge qui avait prononcé sa peine. Durant sa captivité, la jeune femme parvient peu à peu à créer un lien avec son ravisseur en lui lisant des passages d'un livre chrétien, Une vie motivée par l'essentiel (The Purpose Driven Life) du pasteur baptiste Rick Warren . Du rôle d'otage, Ashley passe à celui de confidente du tueur tandis qu'à l'extérieur, une chasse à l'homme est organisée par les forces de l'ordre...

## Fiche technique
- Titre original et français : Captive
- Réalisation : Jerry Jameson
- Scénario : Brian Bird et Reinhard Denke, d'après le roman Unlikely Angel de Ashley Smith
- Décors : Barb Livngston
- Costumes : Cameron Doyle
- Photographie : Luis David Sansans
- Montage : Melissa Kent
- Musique : Lorne Balfe
- Casting : John Buchan et Jason Knight
- Production : Lucas Akoskin, Terry Botwick, Alex Garcia, David Oyelowo, Ken Wales et Katrina Wolfe
- Sociétés de production : BN Films, Brightside Entertainment, 1019 Entertainment, Yoruba Saxon Productions et Itaca Films
- Société de distribution : Paramount Pictures
- Pays d’origine :  États-Unis
- Langue originale : Anglais
- Format : couleur - 35 mm - 2,35:1 - son Dolby Digital
- Genre : Thriller
- Durée : 97 minutes
- Dates de sortie
  -  États-Unis : 18 septembre 2015
  -  France : 15 octobre 2017 (VOD)

## Distribution
- David Oyelowo (VF : Jean-Baptiste Anoumon) : Brian Nichols (en)
- Kate Mara (VF : Noémie Orphelin) : Ashley Smith (en)
- Michael K. Williams (VF : Jean-Paul Pitolin) : le lieutenant John Chestnut
- Leonor Varela (VF : Ethel Houbiers) : le sergent Carmen Sanchez
- Jessica Oyelowo (en) (VF : Barbara Beretta) : Meredith MacKenzie
- Mimi Rogers : tante Kim Rogers
- Matt Lowe : Randy
- E. Roger Mitchell : le sergent Hoyt Teasley
- Bill Bennett (en) : le shérif Walters
- Scott Parks : l'officier Henderson
- J. Karen Thomas (en) (VF : Pascale Vital) : Mme Nichols
- Fred Galle : l'officier Boltbee, d'Atlanta
- Elle Graham : Paige
- Johanna Jowett : Cameron Sampson
- Claudia Church (en) : Melissa
- Michael Harding (en) : le commandant Bradley Simpson
- Sydelle Noel (VF : Jacky Tavernier) : Lynn Campbell
- Diva Tyler : l'adjointe Cynthia Hall
- Gina Stewart (VF : Jessie Lambotte) : Beatrice
- Jon Menick (VF : Achille Orsoni) : Dr Wilson Pratt

 Source et légende : version française (VF) sur RS Doublage et selon le carton du doublage français sur le DVD zone 2.

## Réception

### Box-office
Le film a récolté 2,8 millions de dollars au box-office mondial
pour un budget de 2 millions de dollars.

### Critiques
Rotten Tomatoes a enregistré un note de 27% des critiques et 43% de l’audience et Metacritic a enregistré une note de 36/100 des critiques , .